# Estación de Opéra
Opéra es una estación de las líneas 3, 7 y 8 del Metro de París situada en los límite de los distritos 2.º y 9.º. Su nombre hace referencia a la Ópera Garnier, edificio construido por el arquitecto Charles Garnier.
La estación se encuentra en el extremo de la Avenida de la Ópera, con un acceso frente al edificio de la Ópera, y da servicio a todo el barrio situado en torno al Bulevar Haussmann. A través de pasillos subterráneos se comunica con la estación de Auber de RER.

## Historia
La estación se inauguró el 19 de octubre de 1904 como parte del tramo inicial de la línea 3. El 5 de noviembre de 1910, se abrió la estación de la línea 7. Por último, el 13 de julio de 1913 llegaría la línea 8. El único punto en el que se cruzan las tres líneas supuso una obra de casi un año debido a su complejidad. Ubicada en la napa freática, exigió 3 pilares de cemento construidos con pozos de cimentación y rellenados con aire comprimido. Todo ello fue realizado con la construcción de la línea 3 y en previsión de las futuras líneas.

## Descripción

### Estación de la línea 3
Se compone de dos andenes laterales ligeramente curvados de 75 metros de longitud y de dos vías. En su diseño, y debido también a su escasa profundidad, es casi calcada a la estación de Concorde de la línea 1 donde la clásica bóveda del metro parisino es sustituida por unas paredes verticales, recubiertas de azulejos blancos de un tamaño superior a lo habitual, y un techo metálico formado por tramos semicirculares que sostienen unas vigas de acero pintadas de colores Borgoña y Beige.
La iluminación es de estilo Motte y se realiza con lámparas resguardadas en estructuras rectangulares de color rojo que sobrevuelan la totalidad de los andenes no muy lejos de las vías.
La señalización por su parte usa la moderna tipografía Parisine donde el nombre de la estación aparece en letras blancas sobre un panel metálico de color azul. Por último los asientos, que también son de estilo Motte, combinan una larga y estrecha hilera de cemento revestida de azulejos blancos que sirve de banco improvisado con algunos asientos individualizados de color morado que se sitúan sobre dicha estructura.

### Estación de la línea 7

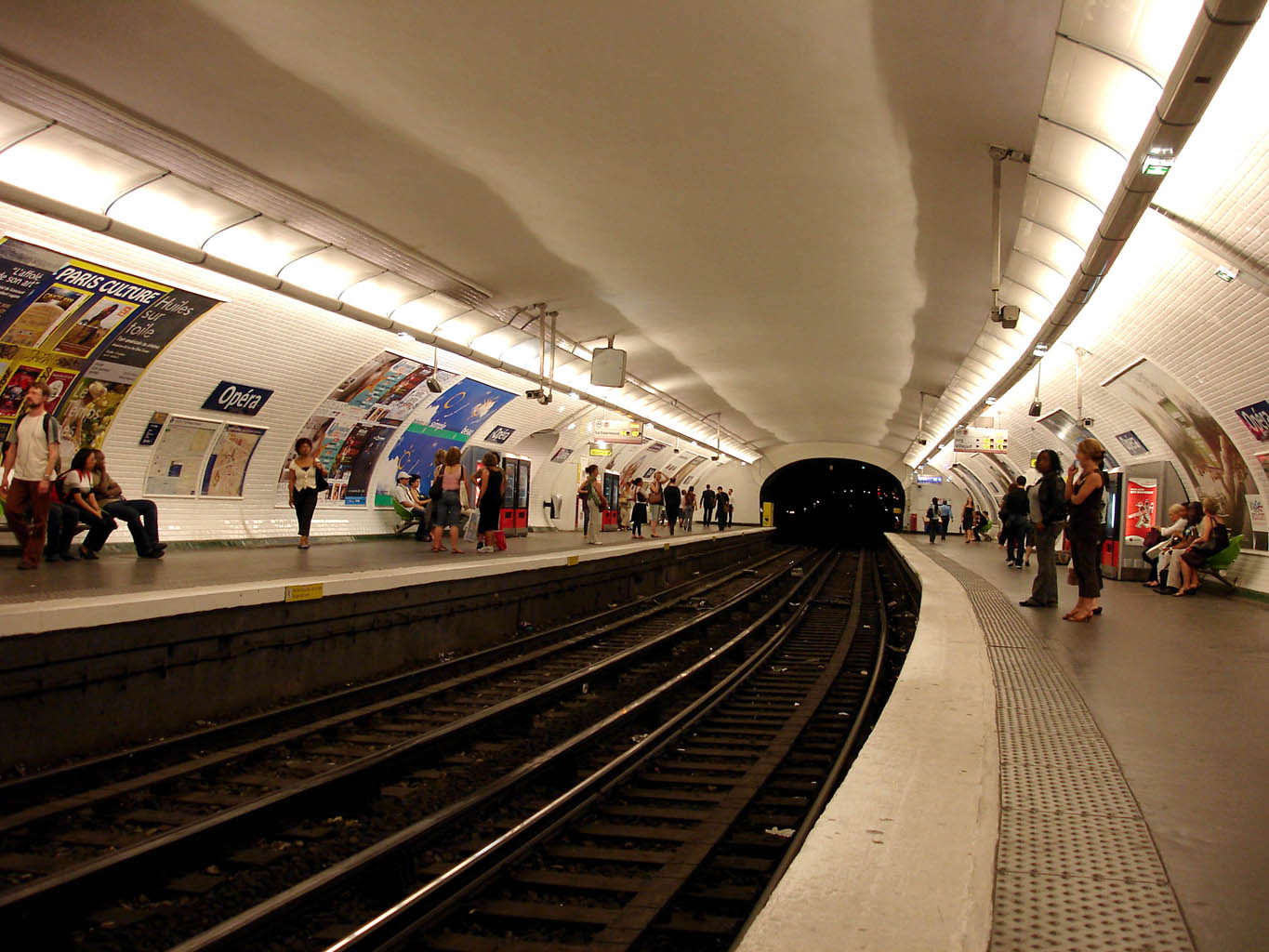
La renovada estación de la línea 7.

Se compone de dos andenes laterales ligeramente curvados de 75 metros de longitud y de dos vías.
Renovada en el 2007, su bóveda está parcialmente revestida de los clásicos azulejos blancos biselados del metro parisino.
Su iluminación emplea ahora el modelo vagues (olas) con estructuras casi adheridas a la bóveda que sobrevuelan ambos andenes proyectando la luz en varias direcciones.
La señalización por su parte usa la moderna tipografía Parisine donde el nombre de la estación aparece en letras blancas sobre un panel metálico de color azul. Por último, los asientos de la estación son los modernos Coquille o Smiley, unos asientos en forma de cuenco inclinado para que parte del mismo pueda usarse como respaldo y que poseen un hueco en la base en forma de sonrisa.

### Estación de la línea 8
Aunque la estación de la línea 8 fue renovada junto a la estación de la línea 7, y por lo tanto ofrece el mismo aspecto, durante mucho tiempo esta estación de Opéra fue conocida por sus paredes revestidas con azulejos azules y su señalización en relieve.

## Accesos
La estación dispone de los siguientes accesos:
- Plaza de la Ópera (dos)
- C/Scribe, 6
- Avenida de la Ópera, 43